# Günther Franz
Günther Franz (* 23. Mai 1902 in Hamburg; † 22. Juli 1992 in Stuttgart) war ein deutscher Historiker, der sich hauptsächlich mit Agrargeschichte und der Geschichte des Deutschen Bauernkrieges befasste. Daher rührte auch sein Beiname „Bauern-Franz“. Franz prägte mit Wilhelm Abel und Friedrich Lütge entscheidend die bundesdeutsche Agrargeschichtsforschung der Nachkriegszeit bis etwa 1970.

## Leben

### Frühe Jahre
Sein Vater war Direktor der Hamburger Norddeutschen Wollkämmerei und starb bereits 1903 bei einem Betriebsunfall. Die Familie zog daraufhin in das thüringische Greiz. Sein ältester Bruder fiel im Ersten Weltkrieg 1915 in Frankreich. Die Kriegserfahrungen stifteten einen Generationszusammenhang. Franz gehörte der Kriegsjugendgeneration an. 1921 legte er sein Abitur ab. An der Universität Marburg studierte er ab 1922 Geschichte und Germanistik. Nach zwei Semestern wechselte Franz an die Universität Göttingen. In Göttingen wurde er Mitglied der Deutschen Akademischen Gilde. Für ein Gastsemester begab er sich im Winter 1923/24 an die Universität München. Noch während seines Semesters in München begann Franz seine Doktorarbeit über Bismarcks Nationalgefühl zu schreiben. Im Jahr 1925 wurde er 23-jährig bei dem deutschnationalen Historiker Arnold Oskar Meyer in Göttingen promoviert. Unmittelbar nach seiner Promotion befasste er sich erstmals mit dem Bauernkrieg. Daraus entstand 1926 zum 400. Jahrestag des Bauernkrieges eine Quellensammlung und das Thema für die Habilitation. 1927 wurde er Assistent in Göttingen bei Arnold Oskar Meyer. Franz habilitierte sich im Mai 1930 bei Wilhelm Mommsen in Marburg über den Bauernkrieg. Im Wintersemester 1934/35 vertrat er Wilhelm Schüssler auf dessen Rostocker Lehrstuhl. Franz’ weitere Karriere wurde wesentlich gefördert von seinem Schwager, dem Rechtshistoriker und SS-Sturmbannführer Karl August Eckhardt, der ab 1934 als Hauptreferent in der Hochschulabteilung des Reichswissenschaftsministeriums tätig war.
Im Frühjahr 1935 wurde Franz Nachfolger von Karl Hampe auf dessen Lehrstuhl für mittelalterliche Geschichte an der Universität Heidelberg. Franz hatte bis dahin ein maßgebliches Werk zum Bauernkrieg veröffentlicht, jedoch zur mittelalterlichen Geschichte bislang fast gar nichts publiziert. Er begann sich bevölkerungsgeschichtlichen Fragen zuzuwenden, woraus seine Studie zum Dreißigjährigen Krieg hervorging. In Heidelberg gründete er ein landeskundliches Institut, das 1939 als „Institut für Fränkisch-Pfälzische Landes- und Volksforschung“ eröffnet wurde und bis heute als „Institut für Fränkisch-Pfälzische Geschichte und Landeskunde“ existiert. 1936 bekam er als Nachfolger von Alexander Cartellieri einen Lehrstuhl an der Universität Jena. Dort war er maßgeblich an der Gründung der „Anstalt für geschichtliche Landeskunde“ und an der Gründung der Hochschularbeitsgemeinschaft für Raumforschung beteiligt. In Jena begegnete er Erich Maschke, mit dem er lebenslang freundschaftlich verbunden blieb. In Jena begründet er die Reihe Arbeiten zur Landes- und Volksforschung. Von 1941 bis 1945 lehrte er als Professor für Geschichte der Reformation und des Dreißigjährigen Krieges und insbesondere zur Erforschung des deutschen Volkskörpers an der Reichsuniversität Straßburg. Nach dem Zweiten Weltkrieg verlor er seine Professur.

### Verhältnis zum NS-Regime
Franz trat als bekennender Nationalsozialist zum 1. Mai 1933 der NSDAP (Mitgliedsnummer 3.217.827) und im selben Jahr der SA bei. Im Mai 1933 trat er zusätzlich in den NS-Lehrerbund und im November in die Nationalsozialistische Volkswohlfahrt (NSV) ein. Am 11. November 1933 unterzeichnete er das Bekenntnis der deutschen Professoren zu Adolf Hitler. Franz trat 1935 mit einem verbalen Angriff gegen die etablierte Geschichtswissenschaft, insbesondere auf Walter Goetz und die Historischen Kommissionen, hervor. Es sei zu hoffen, dass diese sich „von allen Schlacken säubern, die ihnen noch anhaften, um sich voll und ganz den neuen Aufgaben widmen zu können, die ihnen heute gestellt sind“. Nachdem er im Oktober 1935 zur SS gewechselt war (SS-Nummer 274.121), bekam er 1937 im Rang eines SS-Rottenführers einen Posten beim Rasse- und Siedlungshauptamt der SS. Nach seiner Beförderung zum SS-Untersturmführer 1941 erhielt er eine zentrale Rolle im NS-Hauptamt und leistete Spitzeldienste für den SD. Seit 1939 gehörte er dem persönlichen Stab des NS-Chefideologen Alfred Rosenberg an und wurde Mitarbeiter beim SS-Ahnenerbe. 1943 wurde er zum Ober- und noch im selben Jahr zum Hauptsturmführer (entspricht dem Dienstgrad Hauptmann) befördert. In seiner Doppelrolle als Professor an der Reichsuniversität Straßburg und als Mitarbeiter in der von Franz Alfred Six geleiteten Abteilung Gegnererforschung im SS-Sicherheitsdienst (SD) betreute Franz eine Reihe von Dissertationen und Habilitationen von SD-Leuten und setzte so die Strategie der SS um, die universitäre Geschichtswissenschaft zu infiltrieren und zu übernehmen.
In zahlreichen seiner Werke während der NS-Zeit lieferte er eine ideologische Grundlage für die deutsche Expansionspolitik im Osten. Ebenso propagierte er eine jüdische Zersetzung der katholischen Kirche, wodurch Reformation und Dreißigjähriger Krieg erst ausgelöst worden seien. 1937 rechtfertigte er die nationalsozialistische Judendiskriminierung- und -verfolgung damit, dass die „katholische Kirche seit Jahrhunderten Gesetze gegen die Juden erlassen hat, die in den Grundbestimmungen völlig mit den Rassengesetzen des Dritten Reiches übereinstimmen.“ Franz interpretierte die Machtergreifung Hitlers als die Vollendung der Ziele des Bauernkriegs von 1525. Franz publizierte in den SS-Leitheften. Er war wissenschaftlicher Koordinator für das Amt VII „Gegnerforschung“ des RSHA und hat als solcher insbesondere Veröffentlichungen zur „Judenfrage“ angeregt und beaufsichtigt, die in Publikationsreihen der SS und des RSHA publiziert wurden.

### Nachkriegszeit
Nach dem Krieg tauchte Franz für mehrere Jahre in Hessen unter. Erst Ende 1948 leitete er in Marburg sein Entnazifizierungsverfahren ein, aus dem er im Juli 1949 als Minderbelasteter hervorging. Nach der von Franz initiierten Überweisung seines Verfahrens nach Nordrhein-Westfalen entnazifizierte ihn die Spruchkammer Detmold Ende 1949 als Mitläufer (Kat. IV). Infolge einer allgemeinen Amnestie wurde Franz kurz darauf als „entlastet“ (Kat. V) eingestuft. In seinen 1982 verfassten, nicht veröffentlichten Lebenserinnerungen gestand Franz selbst ein, dass seine ursprüngliche Einstufung als Minderbelasteter „im Grunde richtig war“. Öffentlich bestritt er jedoch, dass er sich je vom Nationalsozialismus habe „vereinnahmen“ lassen. Franz war 1950 einer der Mitbegründer der Ranke-Gesellschaft und wurde auch Schriftleiter der von dieser herausgegebenen Zeitschrift Das Historisch-Politische Buch. Er war nach 1945 für das Niedersächsische Amt für Landesplanung und Statistik tätig, das sein alter Freund Kurt Brüning leitete. Es dauerte bis 1957, so lange wie bei keinem anderen belasteten Historiker, bis er wieder auf einen Lehrstuhl berufen wurde. An der Landwirtschaftlichen Hochschule Stuttgart-Hohenheim (der heutigen Universität Hohenheim) übernahm er den neu geschaffenen Lehrstuhl für Agrargeschichte. Von 1963 bis 1967 war er dort als Rektor tätig.
Das von Franz 1952 mitbegründete und auch in zweiter Auflage 1973–1975 mitbearbeitete Biographische Wörterbuch zur Deutschen Geschichte erlebte noch 1995 Neuauflagen und wurde auch von den Erstellern der Deutschen Biographischen Enzyklopädie als Quelle herangezogen. Franz war der Herausgeber einer deutschen Agrargeschichte, die von 1962 bis 1970 konzeptionell in drei Bänden erschien, nämlich eine Geschichte der Landwirtschaft, der Agrarverfassung und des Bauernstandes.

## Wissenschaftliche Nachwirkung
Franz gilt als ein Pionier der Sozialgeschichte. Vor allem der Reformationsgeschichtsforschung gab er wichtige Impulse. Franz’ 1933 veröffentlichte Darstellung Der Deutsche Bauernkrieg wurde noch vierzig Jahre später in Westdeutschland als Standardwerk der Bauernkriegsforschung angesehen. Die Arbeit erschien 1984 in einer 12. Auflage. Nach Christopher Clark (2007) ist Franz’ Werk Der Dreißigjährige Krieg und das deutsche Volk nach wie vor das „Standardwerk zu den Sterblichkeitsraten“. Zwischenzeitliche Vorwürfe der Übertreibung etwa durch Sigfrid Henry Steinberg und Hans-Ulrich Wehler wurden nach Clark durch neue Studien entkräftet. Noch in jüngeren Darstellungen wird Der Dreißigjährige Krieg und das deutsche Volk als bahnbrechend empfohlen.

## Familie
Sein Sohn Eckhart Götz Franz (1931–2015) war ebenfalls Historiker und Archivar und als solcher von 1971 bis 1996 Leiter des Hessischen Staatsarchivs Darmstadt. Ein anderer Sohn, Gunther Franz (* 1942 in Straßburg im Elsass), ist Theologe und Historiker, als solcher war er von 1982 bis 2007 Leitender Bibliotheksdirektor von Stadtbibliothek und Stadtarchiv Trier.

## Schriften (Auswahl)
Monographien
- Der deutsche Bauernkrieg 1525. Deutsche Buch-Gemeinschaft, Berlin 1926, DNB 579865096.
  - Der deutsche Bauernkrieg. R. Oldenbourg Verlag, München/Berlin 1933 (12., gegenüber der 11. unveränderten Auflage. Wissenschaftliche Buchgesellschaft, Darmstadt 1984, ISBN 3-534-00202-4).
- Bücherkunde zur Geschichte des deutschen Bauerntums (= Der Forschungsdienst. Sonderheft 9), Neumann, Berlin 1938.
- Deutsches Bauerntum im Mittelalter. Wissenschaftliche Buchgesellschaft, Darmstadt 1976, ISBN 3-534-06405-4.
- Der Dreißigjährige Krieg und das deutsche Volk. Untersuchungen zur Bevölkerungs- und Agrargeschichte. 4., neubearbeitete und vermehrte Auflage. Fischer, Stuttgart u. a. 1979, ISBN 3-437-50233-6.

Herausgeberschaften
- Geschichte des deutschen Gartenbaues (= Deutsche Agrargeschichte. Bd. 6). Ulmer, Stuttgart 1984, ISBN 3-8001-3052-1.
- Quellen zur Geschichte des deutschen Bauernstandes in der Neuzeit (= Freiherr vom Stein-Gedächtnisausgabe. Bd. 11). Wissenschaftliche Buchgesellschaft, Darmstadt 1963.
- Quellen zur Geschichte des deutschen Bauernstandes im Mittelalter (= Freiherr vom Stein-Gedächtnisausgabe. Bd. 31). 2., durchgesehene Auflage. Wissenschaftliche Buchgesellschaft, Darmstadt 1974.